# Vladimir Lukin
Vladimir Lukin (Omsk, 13 luglio 1937) è un politico russo.
Presidente del Comitato Paralimpico Russo, dal febbraio 2004 al marzo 2014 è stato l'Alto Commissario della Russia per i Diritti Umani. Dal 1992 al 1994 è stato l'ambasciatore della Russia negli Stati Uniti.

## Biografia
Negli anni'90 è stato uno dei fondatori del partito liberaldemocratico Yabloko, dopo aver ricoperto gli incarichi di vicepresidente della Duma, ombudsman e presidente della Commissione Parlamentare per gli Affari Esteri.

Direttore del Nuclear Threat Initiative, è considerato un'autorità nel campo delle relazioni bilaterali Stati Uniti-Russia ed è membro del Council on Foreign and Defense Policy, un'associazione indipendente di esperti di sicurezza nazionale.
Il 18 febbraio 2009, la DUMA riconfermò la sua candidatura da parte del presidente Medvedev per un secondo mandato il n qualità di Alto Commissario per i Diritti Umani. Allo scadere del quinquennio nel marzo 2014, gli succedette Ella Pamfilova.

## Premi e riconoscimenti
- 2014: Ordine Paraolimpico.[2]